# Tensometria oporowa
Uzasadnienie: Bez względu na sposób działania czujnika problemy tensometryczne są identyczne. Nie ma potrzeby rozdzielania i pisania o tym samym w artykule ogólnym i dotyczącym jednego z rodzajów czujników.
Tensometria oporowa (elektrooporowa) – metoda pomiaru odkształceń materiału badanej konstrukcji, pozwalająca na wyznaczanie odkształceń w wybranych punktach i kierunkach na powierzchni obiektu, za pomocą czujników elektrooporowych, przyklejonych w tych punktach.
Szerokie zastosowanie tensometrii oporowej datuje się od połowy XX wieku, kiedy w lotnictwie na szeroką skalę były wykonywane pomiary naprężeń w konstrukcjach skrzydeł. Stało się to konieczne w związku z katastrofami tych konstrukcji wywołanymi zmęczeniem materiału przez intensywny flatter powstający podczas ówczesnych prób przekraczania przez samoloty bariery dźwięku. W wyniku tych pomiarów opracowano nowy, skośny typ profilu skrzydeł zapobiegający powstawaniu flatteru.
Oczyszczoną powierzchnię metalu pokrywa się cienką warstwą specjalnego kleju, który powinien mieć następujące własności:
- brak pełzania pod obciążeniem,
- brak histerezy,
- odporność na działanie wilgoci,
- odporność na działanie podwyższonych temperatur,
- dobrą przyczepność do podłoża,
- odporność na działanie chemikaliów,
- wysokie własności izolacyjne.

Najważniejsze zalety tensometrów to:
- małe wymiary i masa tensometrów, co daje gwarancję braku ich wpływu na dokładność prowadzonych pomiarów,
- duża czułość i dokładność; można mierzyć odkształcenia {\displaystyle \varepsilon ={\tfrac {\Delta l}{l}}} o wielkości 10−7,
- pomiar odkształcenia jest niezależny od długości bazy pomiarowej, gdyż jego odczyt wykonywany jest bezpośrednio w odkształceniach względnych,
- możliwość wykonywania pomiarów w trudno dostępnych miejscach maszyn, konstrukcji lądowych i wodnych,
- możliwość dokonywania pomiarów nawet w temperaturze 1000 °C,
- możliwość pomiaru drgań np. skrzydeł lecących samolotów: układ pomiarowy jest wtedy zasilany stałym sygnałem nośnym o wysokiej częstotliwości, który zostaje modulowany przez sygnał mierzony,
- możliwość automatycznej bieżącej rejestracji wyników pomiarów odkształceń i ich łatwego przetwarzania na komputerach,
- niski koszt w porównaniu do tensometrów mechanicznych.

Pomiary przy użyciu tensometrów elektrooporowych mają jednak pewne wady, do których niewątpliwie należy zaliczyć:
- stosunkowo długi okres przygotowań do badań, obejmujący takie czynności jak: przygotowanie powierzchni, odtłuszczanie, naklejanie tensometrów, suszenie, ich zabezpieczanie przed wpływami otoczenia oraz połączenie naklejonych tensometrów w odpowiednie układy,
- jednorazowość użycia, ponieważ raz naklejonych tensometrów nie daje się odkleić bez ich uszkodzenia (wada ta rekompensowana jest w pewnym stopniu stosunkowo niską ceną tensometru),
- wrażliwość na wilgoć i zmiany temperatury (tę wadę daje się jednak wyeliminować przez zastosowanie odpowiednich układów termo-kompensacyjnych).

Do pomiaru złożonych stanów odkształceń stosuje się tzw. rozety tensometryczne składające się najczęściej z trzech czujników naklejonych w jednym punkcie co {\displaystyle 120^{o}.} Pozwala to np. na wyznaczenie kierunków i wartości odkształceń głównych.